# Spreča
La Spreča è un fiume della Bosnia ed Erzegovina, affluente di destra della Bosna, in cui confluisce in corrispondenza della città di Doboj.

## Corso del fiume
Il fiume nasce nei pressi del villaggio di Snagovo, nel comune di Zvornik, e scorre grossomodo in direzione est-ovest fino ad incontrare il fiume Bosna a Doboj. Nel corso dei suoi 137,5 km attraversa le città di Kalesija, Živinice, Lukavac, Petrovo, Gračanica, Doboj Istok e Doboj.
Nel territorio di Lukavac una sbarramento artificiale dà origine al lago Modrac; la diga fu costruita nel 1964 come serbatoio d'acqua destinato ai fabbisogni delle industrie della zona.